# إد نوح (أسكاون)
إد نوح هي إحدى مشيخات المملكة المغربية، تتبع جغرافيا لإقليم تارودانت وإداريًا لأسكاون. يقدر عدد سكانها بـ 3062 نسمة حسب الإحصاء الرسمي للسكان والسكنى لسنة 2004.